# Сенсо
Сенсо́ (фр. Cinsault / Cinsaut), или Оттавьянелло (итал. Ottavianello) — высокоурожайный сорт чёрного винограда из французского региона Лангедок-Руссильон, используемый для производства розовых и красных вин. Помимо юго-востока Франции, широко распространён в Марокко и бывших французских колониях. В середине XX века сенсо был популярен у виноделов Южного полушария и считался в Африке сортом номер один.  Известны мутации (клоны) с розовыми и белыми ягодами, а также без косточек. По данным 2016 года общая площадь виноградников сенсо составляла 23 тыс. га, причём она неуклонно сокращается.

## Сельскохозяйственные характеристики
Сила роста лозы средняя. Лист средний, пятилопастный. У листьев опушение на нижней поверхности редкое. Гроздь средняя конической формы или крупная. Ягоды средней и крупной величины, округлые, темно-синие, с густым восковым налетом. Урожайность этого сорта винограда, как правило, высока. Созревает быстрее конкурентов вроде гренаша, тем не менее относится к сортам средне-позднего периода созревания. Сорт неустойчив против мильдью и оидиума. Морозостойкость слабая.

## История и распространение
Сенсо предположительно идентичен сорту Marrouquin, упоминаемому в трактате Оливье де Серра (1539-1619) при описании виноградников Монпелье. Генетики считают предком или потомком сенсо виноград Grecaù, известный в сицилийских документах с 1696 года. Сейчас в Италии на производстве розовых вин из сенсо специализируются окрестности апулийского города Остуни; соответствующий аппелласьон с 1972 года имеет статус DOC. 
Сенсо лучше других французских сортов переносит знойный, засушливый климат, благодаря чему французы считали его предпочтительным для высаживания в североафриканских и ближневосточных колониях (от Ливана до Марокко). В 1950-е годы в одном только Алжире виноградники сорта сенсо покрывали площадь свыше 60 тыс. га, а дешёвые виноматериалы с берегов Африки нередко подмешивали к бюджетным бургундским винам (из винограда сорта пино-нуар). 
В самой Франции пик популярности сорта пришёлся на 1970-е годы, когда им массово заменяли насаждения аликанта и арамона. В начале 1980-х годов входил в пятёрку наиболее популярных во Франции сортов технического винограда, но с тех пор стал утрачивать позиции, так как был сочтён мало подходящим для выработки вин высшего качества. Столовый виноград Oeillade, который нередко можно встретить на французских рынках, также представляет собой сенсо.

В Южной Африке сенсо (именуемый местными фермерами Hermitage) некогда лидировал среди сортов чёрного винограда, что поддерживало его репутацию «самого африканского» сорта винограда. К 2016 году занятая им площадь сократилась до 1767 га. При скрещивании сорта Hermitage с пино-нуаром был получен флагманский для ЮАР сорт Pinotage. 

## Вина на базе сенсо
В Лангедоке сенсо наряду с гренашем и кариньяном используется для выработки мягких, лёгких красных вин, обладающих при раннем сборе урожая выраженным ароматом черешни. Классическим считается сочетание такого вина с улитками и «зелёным маслом» (см. эскарго). Виноделами Прованса (Южной Роны) используется главным образом как основа розовых вин и в купажах (обычно с блендом GSM). 
В связи с ростом доли ценителей красного вина, отдающих предпочтение менее плотным и алкогольным винам, производители во многих странах присматриваются к сенсо как менее капризному аналогу пино-нуара. Наиболее дорогие и востребованные сортовые вина происходят из Ливана (где сенсо — один из базовых сортов всемирно известного хозяйства Château Musar). 